# تاکنا (آریزونا)
تاکنا (به انگلیسی: Tacna) یک منطقهٔ مسکونی در ایالات متحده آمریکا است که در شهرستان یوما، آریزونا واقع شده‌است. تاکنا ۴٫۹۸ کیلومتر مربع مساحت و ۶۰۲ نفر جمعیت دارد و ۱۰۷ متر بالاتر از سطح دریا واقع شده‌است.